# Cleveland Indians (NFL)
I Cleveland Indians sono stati una squadra di football americano della National Football League con sede a Cleveland che disputò la stagione 1931. La squadra, sponsorizzata dalla lega, disputò solo partite in trasferta in attesa di venire assegnata ad un possibile compratore che però non venne mai trovato, per questo motivo al termine della stagione venne sciolta.
La squadra venne denominata come due precedenti franchigie sempre con sede a Cleveland, attive, anche con altre denominazioni, la prima nel 1920 e 1921 e la seconda tra il 1923 e il 1927.